# Pont d'El-Kantara

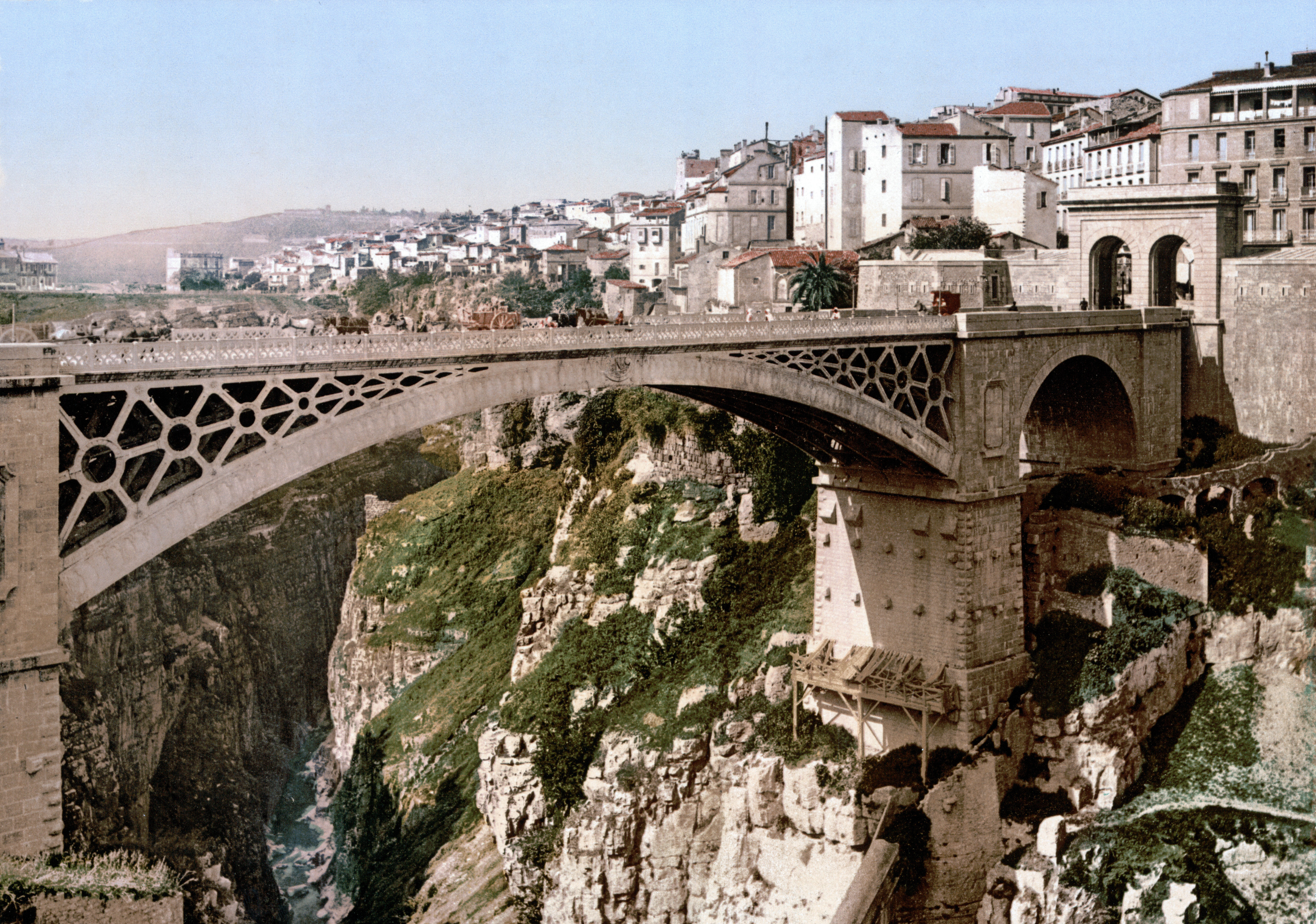
Vue datant de 1899.

Le pont El-Kantara franchit les gorges du Rhummel à Constantine.

## Description
Le pont se compose de deux niveaux distincts. Le niveau inférieur est composé de deux arches, dont l'une, située du côté de la ville, a été scellée à une époque indéterminée. Ces deux arches sont solidement soutenues par trois piliers, dont la conception et la construction remontent  à l'époque romaine. Les piliers s'étendent depuis leur base jusqu'à la partie supérieure du pont, connue sous le nom de corniche.
L'espace situé entre une sculpture et le sommet du pilier, lequel présente lui-même des signes d'érosion, a des réparations modernes en plâtre sont visibles. Cette circonstance pourrait potentiellement laisser penser que la sculpture a été déplacée ultérieurement. Afin d'établir une liaison entre le niveau inférieur du pont et la formation rocheuse sous-jacente, une arche interrompue est positionnée du côté de la campagne, sa continuité étant interrompue par la présence de la formation rocheuse. En revanche, du côté de la ville, une légère amorce de voûte, incongrue avec la composition architecturale globale, soutient le segment supérieur de la structure.

## Histoire
Un premier pont comportant un aqueduc à siphon fut édifié par les Romains sous l'Antiquité. Il est écroulé au XIIIe siècle, sur ses vestiges, un nouveau pont fut édifié dont la réalisation, ordonnée par Salah Bey en 1792, fut confiée à son architecte maltais Bartolomeo. Il était alors formé de 4 arches de pierre. En 1836, il fut le théâtre d'assauts infructueux de l'armée française au cours du siège de Constantine.
Le pont s'étant écroulé en 1857 après le passage d'un détachement d'infanterie de l'armée française, il fut reconstruit entre 1860 et 1863, sous la forme d'une arche principale métallique reposant sur deux piles de pierre. Ce nouveau pont débouchait sur une porte monumentale qui, devenue inadaptée, a été détruite en 1922. Le pont a été profondément remanié en 1951.
Cinq auteurs arabes médiévaux, à savoir Al-Bakri, Al Idrissi, L'Anonyme d'Al-Istibsar, Al-Harawi et Abd al-Mun'im, ont abordé le sujet d'un pont, chacun fournissant des descriptions détaillées, bien que parfois contradictoires. Néanmoins, parmi ces auteurs, Al-Bakri, Al-Idrisi et l'auteur oriental Al-Harawi se démarquent en offrant les descriptions les plus approfondies de cet ouvrage. Une caractéristique commune parmi leurs récits est la reconnaissance unanime de l'importance et de la grandeur de cette construction. Notamment, Al-Harawi qui le classe juste après le pont de Khouzistan, qui jouissait du statut de premier pont du monde musulman. Les auteurs sont d'accord sur sa fonction de liaison entre la ville et sa campagne.
Grâce à la publication d'une lettre par Laurent-Charles Féraud, il est possible d'établir une datation pour la construction du pont, la situant à l'époque de Constantin, vers l'an 335 après J.-C. Il est donc considéré comme l'une des réalisations de Constantin, entreprise environ deux ans avant sa mort. Toutefois, cette opinion n'est pas unanimement fiable selon Stéphane Gsell.
Une inscription découverte sur le pont, datant de l'époque romaine, provient d'un monument désormais détruit. Pour procéder à la datation, Ch. Vars a observé que les lettres figurant sur l'inscription, d'une hauteur de 37 cm, sont hautement représentatives et en adéquation avec les caractéristiques architecturales du monument, ce qui permet de le situer à l'époque des Antonins en raison de l'impressionnante allure des piliers et de leurs assises du IIe siècle.
Cependant, un véritable problème se pose concernant la description même du pont, qui présente des variations d'un texte à l'autre sur une période s'étalant d'un à deux siècles. Cette diversité complique encore davantage la comparaison, d'autant plus que le pont existe toujours, mais il ne présente aucune similitude dans sa disposition actuelle avec les descriptions fournies par les voyageurs des XVIIIe et XIXe siècles, notamment après la complète rénovation entreprise sous Salah Bey. La dernière description avant cette restauration est attribuée à Desfontaine. En outre, ile pont avait une double fonction, non seulement en tant que liaison entre les deux rives, mais également en tant qu'aqueduc.